# Gotlíb
A Gotlíb a német Gottlieb névből való, aminek az eredeti germán formája Gottleib volt. Ennek jelentése isten + gyermek, utód, de a mai német formának már más jelentést tulajdonítanak: Szeresd az Istent!.

## Gyakorisága
Az 1990-es években szórványos név, a 2000-es években nem szerepel a 100 leggyakoribb férfinév között.

## Névnapok
- március 6.[2]
- június 7.[2]